# Епархия Чолутеки
Епархия Чолутеки (лат. Dioecesis Cholutecensis) — епархия Римско-Католической церкви с центром в городе Чолутека, Гондурас. Епархия Чолутеки входит в митрополию Тегусигальпы. Кафедральным собором епархии Чолутеки является церковь Непорочного Зачатия Пресвятой Девы Марии.

## История
8 сентября 1964 года Римский папа Павел VI издал буллу «Inter munia», которой учредил территориальную прелатуру Чолутеки, выделив её из архиепархии Тегусигальпы.
29 августа 1979 года Римский папа Иоанн Павел II издал буллу «In hac beatissimi», которой преобразовал территориальную прелатуру Чолутеки в епархию.

## Ординарии епархии
- епископ Marcel Gérin y Boulay P.M.E. (9.09.1964 — 14.04.1984);
- епископ Raúl Corriveau P.M.E. (14.04.1984 — 17.12.2005);
- епископ Guido Plante P.M.E. (17.12.2005 — 13.07.2012);
- епископ Guy Charbonneau P.M.E. (26.01.2013 — 26.01.2023, в отставке);
- епископ Teodoro Gómez Rivera (26.01.2023 — по настоящее время).

## Источник
- Annuario Pontificio, Libreria Editrice Vaticana, Città del Vaticano, 2003, ISBN 88-209-7422-3
- Булла Inter munia  (лат.)
- Булла In hac beatissimi  (лат.)